# Jaśkowice Legnickie
Jaśkowice Legnickie (Duits: Jeschkendorf) is een plaats in het Poolse district  Legnicki, woiwodschap Neder-Silezië. De plaats maakt deel uit van de gemeente Kunice en telt 388 inwoners.

## Verkeer en vervoer
- Station Jaśkowice Legnickie

## Voetnoten
1. 1 2  Na podstawie strony wsi: https://web.archive.org/web/20100509080623/http://www.jaskowice.ro-dan.com/o_jaskowicach.php